# Partito dei Lavoratori di Turchia (2017)
Il Partito dei Lavoratori di Turchia (in turco Türkiye İşçi Partisi, TİP) è un partito politico turco di orientamento comunista.

## Storia
Il partito è stato fondato a seguito di una scissione del Partito Comunista di Turchia (TKP). A seguito delle lotte interne tra due fazioni rivali, il gruppo guidato dall'ex presidente Erkan Baş nel 2014 ha inizialmente fondato il Partito Comunista Popolare di Turchia (HTKP). Tale partito ha assunto la denominazione attuale nel 2017, a seguito di un processo di formazione che ha visto la partecipazione di intellettuali, giovani, donne, leader sindacali e lavoratori.
Dal 2017, il TİP ha istituito sedi locali in oltre 40 città e distretti, divenendo idoneo a partecipare alle elezioni turche.
Alle elezioni generali del 2018, il TİP ha stretto un'alleanza elettorale con il Partito Democratico dei Popoli (HDP) di orientamento filo-curdo. Il leader del TİP, Erkan Baş, e l'ex attore Barış Atay sono stati eletti nelle liste dell'HDP ma hanno assunto il seggio come deputati del TİP. Negli anni successivi, l'ex deputato dell'HDP e giornalista investigativo, Ahmet Şık, e l'ex deputata del Partito Popolare Repubblicano (CHP), Sera Kadıgil, si sono uniti al partito.
Dall'agosto 2022, il TİP è membro dell'Alleanza Lavoro e Libertà e con essa ha preso parte alle elezioni generali del 14 maggio 2023. A seguito della consultazione, il partito ha eletto 4 deputati alla Grande Assemblea Nazionale Turca, vedendo la rielezione di Erkan Baş, Sera Kadıgil e Ahmet Şık e l'elezione dell'avvocato e attivista Can Atalay, incarcerato per la sua partecipazione alle proteste in Turchia del 2013.

## Ideologia
Assumendo come ideologia il comunismo di ispirazione marxista-leninista, il TİP si dichiara contro il capitalismo, l'imperialismo e ogni forma di sfruttamento, oppressione e discriminazione. Il partito abbraccia valori progressisti come il repubblicanesimo, il laicismo, l'intervento pubblico nell'economia, e lotta per la salvaguardia e il rafforzamento dei diritti democratici e civili, della libertà di organizzazione, di riunione, di parola e di stampa. Si batte inoltre con forza per i diritti del popolo curdo, delle donne e della comunità LGBT in Turchia.

## Risultati elettorali

### Elezioni parlamentari
| Anno | Voti                                                 | %                                                    | Seggi   | +/– | Posizione   |
| ---- | ---------------------------------------------------- | ---------------------------------------------------- | ------- | --- | ----------- |
| 2018 | Nelle liste del Partito Democratico dei Popoli (HDP) | Nelle liste del Partito Democratico dei Popoli (HDP) | 2 / 600 | 2   | Opposizione |
| 2023 | 953.145                                              | 1,73%                                                | 4 / 600 | 2   | Opposizione |